# Zansen (Adelsgeschlecht)

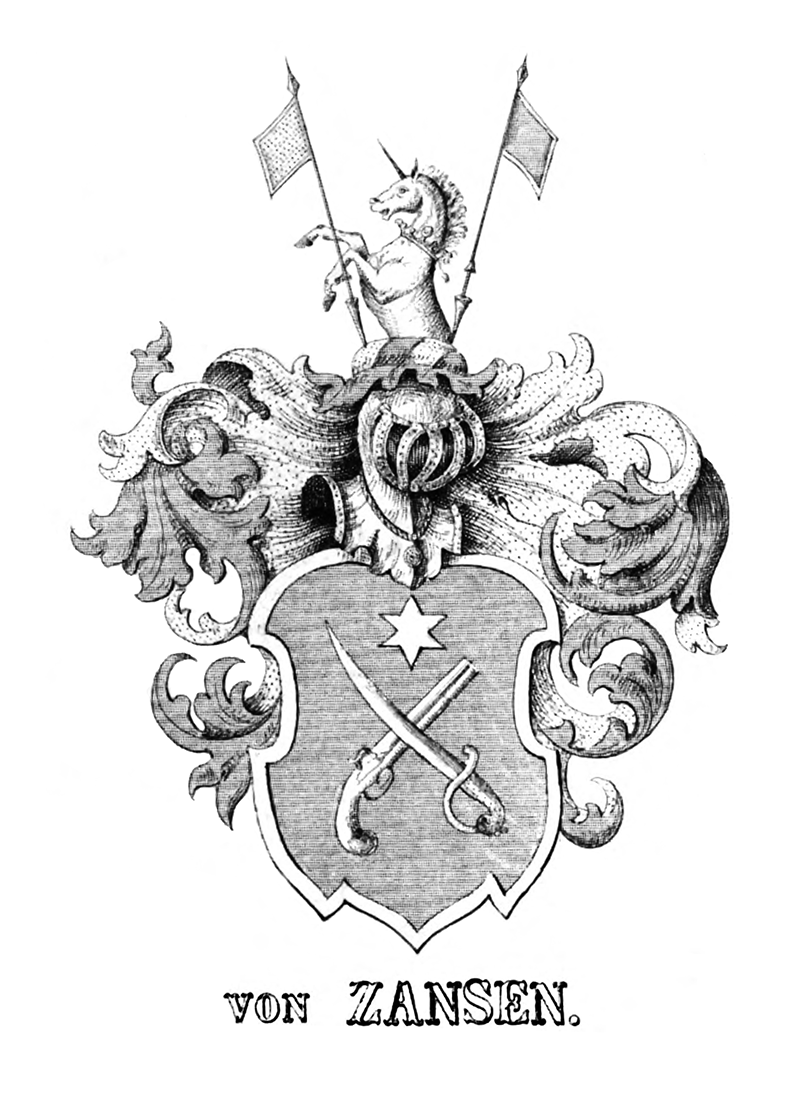
Wappen der von Zansen

Zansen auch Zanzen seit 1882 Zansen genannt von der Osten auch Zansen-Osten ist der Name eines schwedisch-pommerschen sowie finnländischen und preußischen Adelsgeschlechts.

## Geschichte
Das Geschlecht stammt aus Stralsund und war bereits im 16. Jahrhundert in Vorpommern begütert. Mit Claus Zanse 1570 auf Murchin wurde die Familie zuerst urkundlich genannt. Die Stammreihe beginnt mit dem Großhändler in Stralsund, Martin Joachim Zanzen (1700–1750). Dessen Sohn Christian Gottlieb von Zanzen (1732–1806), nachmaliger schwedischer Oberstleutnant a. D. wurde, nachdem er sich in schwedischen Militärdiensten hervorgetan hatte, am 13. September 1772 in den Schwedischen Adelstand erhoben und 1776 bei der Adelsklasse der schwedischen Ritterschaft (Nr. 2091) introduziert. Dessen Sohn Friedrich von Zansen (1770–1829), schwedischer Major und Herr auf Bömitz in Vorpommern, wurde 1818 bei der Adelsklasse der finnländischen Ritterschaft (Nr. 155) introduziert. Karl Ludwig von Zansen (1817–1881) preußischer Rittmeister und Herr auf Groß Zansebuhr erhielt am 29. November 1852 die preußische Namenvereinigung mit „von der Osten“. Ein weiteres Besitzgut war Nisdorf (1858–1945).

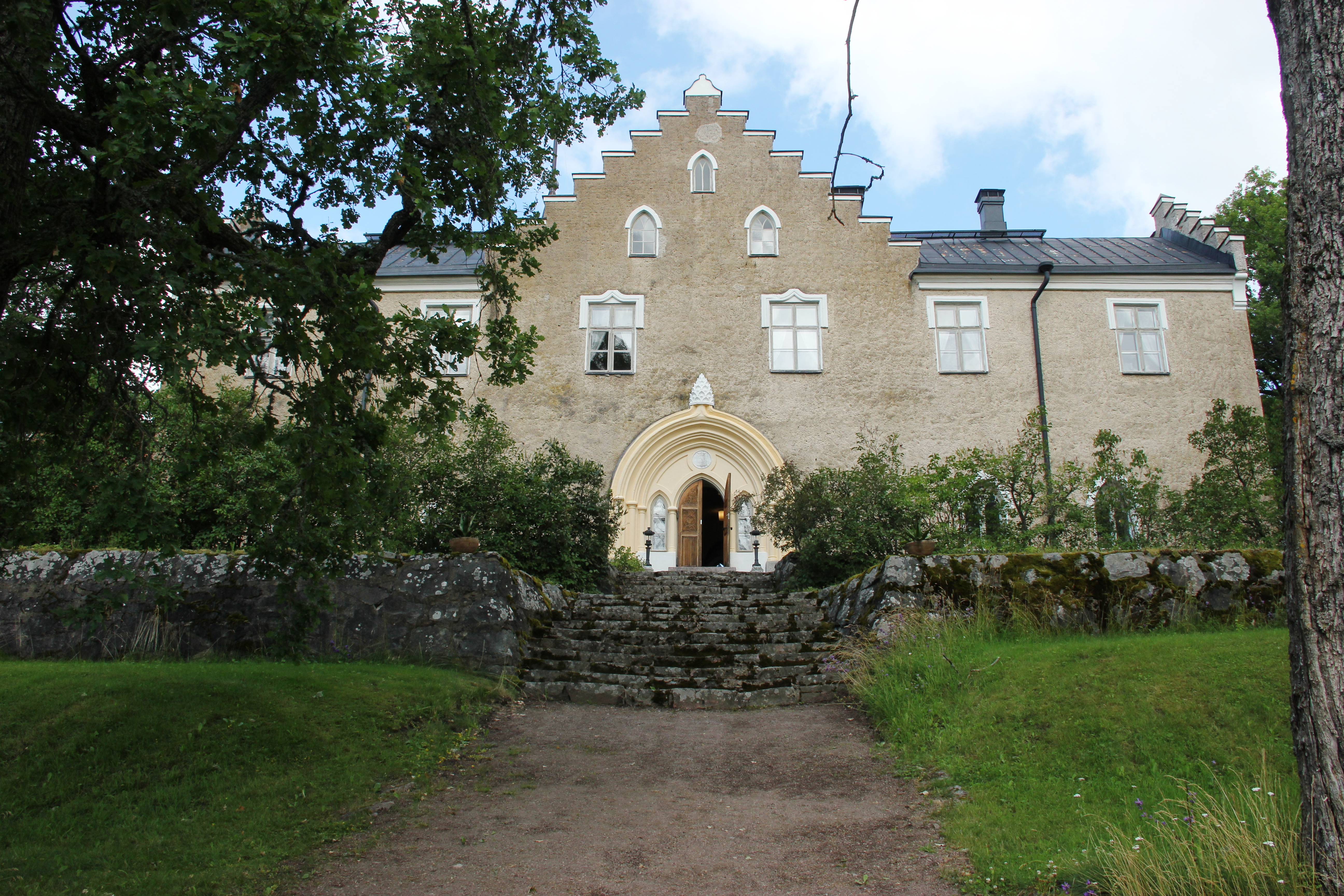
Herrenhaus Suitia (2020) bei Siuntio
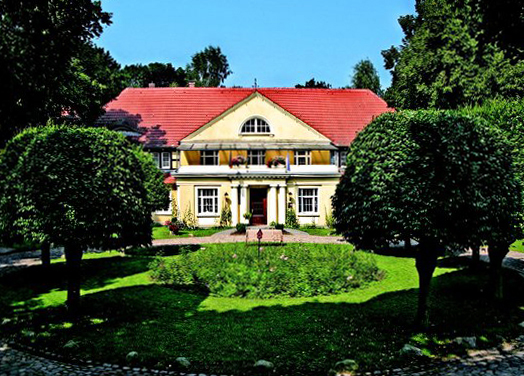
Herrenhaus Bömitz (2020)

## Wappen
Das Wappen (1772) zeigt in Blau mit silbernen Schildrand seinen silbernen Säbel und eine silberne Pistole in Andreaskreuz gelegt, darüber ein sechseckiger silberner Stern. Auf dem gold-blau bewulsteten Helm mit blau-goldenen Decken ein wachsendes silbernes Einhorn mit goldener Krone um den Hals, zwischen zwei Standarten, rechts gold, links blau.